# Oceanapia fuliginosa
Oceanapia fuliginosa är en svampdjursart som först beskrevs av Carter 1882.  Oceanapia fuliginosa ingår i släktet Oceanapia och familjen Phloeodictyidae. Inga underarter finns listade i Catalogue of Life.